# الكسندر أندرسن
الكسندر أندرسن (بالدنماركية: Alexander Andersen)‏ هو دراج دنماركي، ولد في 25 فبراير 2000.

## وصلات خارجية
- الكسندر أندرسن على موقع أرشيف الدراجات (الإنجليزية)
- الكسندر أندرسن على موقع إحصائيات الدراجات الإحترافية (الإنجليزية)
- الكسندر أندرسن على موقع CycleBase (الإنجليزية)
- الكسندر أندرسن على موقع MTB Data (الإنجليزية)
- الكسندر أندرسن على موقع أوليمبيديا (الإنجليزية)